# Pseudanthias dispar
Pseudanthias dispar és una espècie de peix de la família dels serrànids i de l'ordre dels perciformes que es troba des de l'Illa Christmas fins a les Illes de la Línia, les Illes Yaeyama, la Gran Barrera de Corall, Fiji i Samoa.
És un peix marí de clima tropical i associat als esculls de corall que viu entre 1-18 m de fondària, tot i que, normalment, ho fa entre 1-15. Els mascles poden assolir 9,5 cm de longitud total.